# Comté de Lackawanna
Le comté de Lackawanna est situé dans l’État de Pennsylvanie, aux États-Unis. Il comptait 214 437 habitants en 2010. Son siège est Scranton. Il tire son nom de la rivière Lackawanna. 